# Montenegrinos de Bosnia y Herzegovina

Bandera de Bosnia y Herzegovina.

Los montenegrinos en Bosnia y Herzegovina son una minoría nacional oficialmente reconocida. El censo del año 1991 contó 10 071 personas de etnia montenegrina, mientras que el censo del año 2013 contó con unas 7150 personas.

Bandera de Montenegro.

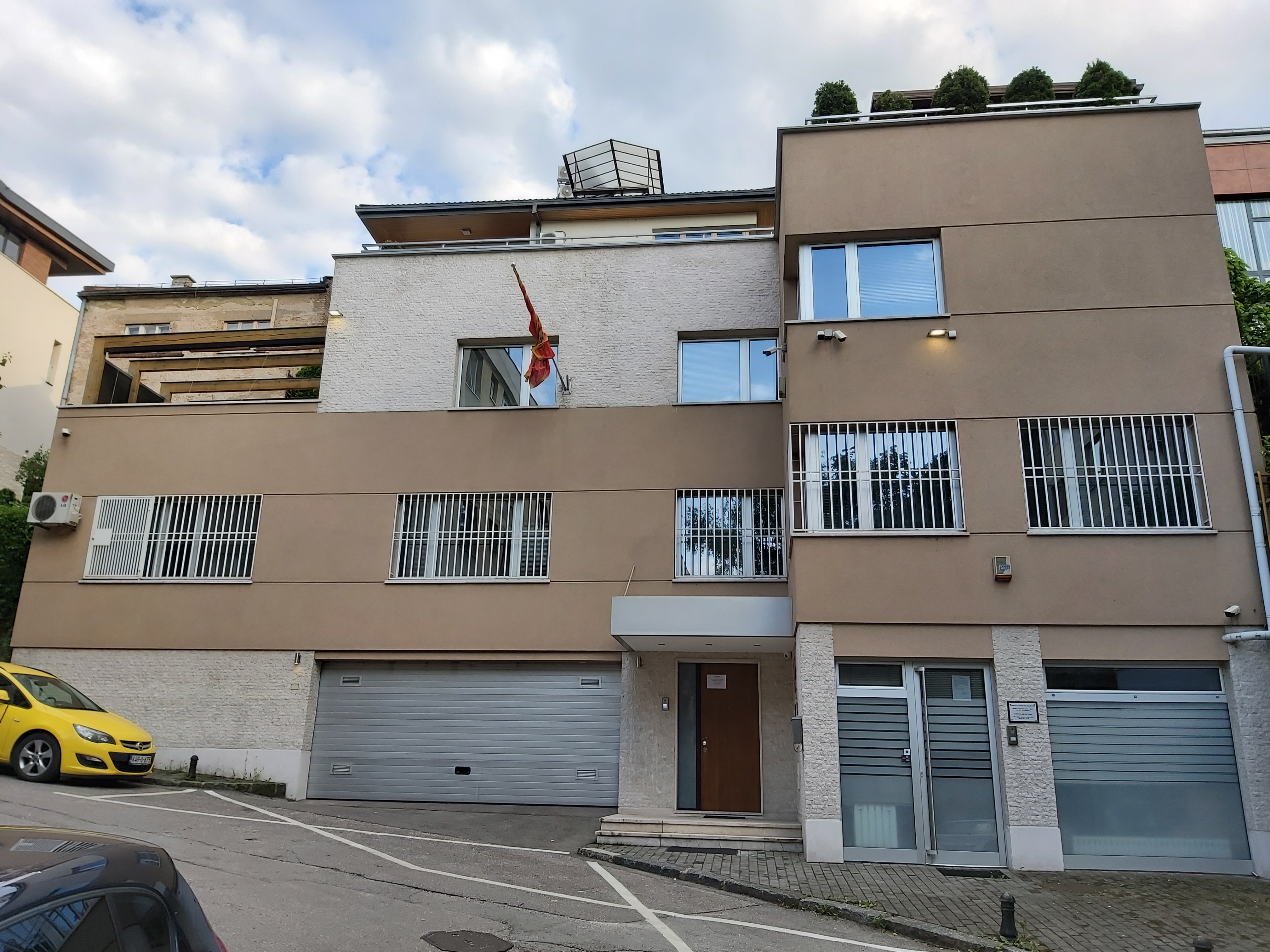
Embajada de Montenegro en Sarajevo, capital de Bosnia y Herzegovina.

## Demografía
- Censo de 1948: 3094 (0,1% de la población total)
- Censo de 1953: 7.336 (0,3% de la población total)
- Censo de 1961: 12,828 (0,4% de la población total)
- Censo de 1971: 13.021 (0,3% de la población total)
- Censo de 1981: 14.114 (0,3% de la población total)
- Censo de 1991: 10.071
- Censo de 2013: 7.150[1]